# Аґурі Судзукі
Аґурі Судзукі (яп. 鈴木 亜久里, нар. 8 вересня 1960) — колишній японський автогонщик. Він взявучасть у 88 Гран-прі Формули-1, його найкращим результатом стало третє місце на Гран-прі Японії 1990 року. Потім він став власником команди, спершу в японському чемпіонаті Formula Nippon та IRL у партнерстві з мексиканським гонщиком Адріаном Фернандесом. Він був власником команди Super Aguri F1, яка брала участь у Формулі-1 з 2006 по 2008 рік. Потім він сформував команду Team Aguri, яка виступала у Формулі E з 2014 по 2016 рік.

## Кар'єра

### Рання кар'єра
Судзукі почав брати участь у гонках на картах у 1972 році у віці 12 років. У 1978 році він виграв чемпіонат Японії з картингу, а в 1979 році дебютував у японському чемпіонаті Формули-3. Він продовжив займатися картингом і в 1981 році знову став чемпіоном Японії з картингу. У 1983 році він фінішував другим в чемпіонаті японської Формули-3 з командою Hayashi-Toyota. Потім він перейшов до перегонів турингових автомобілів і, виступаючи за заводську команду Nissan, став чемпіоном Японії в 1986 році. Того ж року він дебютував у японській Формулі-2 і взяв участь у перегонах 24 години Ле-Мана. У 1987 році він посів друге місце в японській серії Формули-3000, вигравши одну гонку (Судзука). У 1988 році за кермом March-Yamaha він виграв титул, здобувши три перемоги (Фуджі, Ніші-Ніпон і Судзука).

### Формула-1

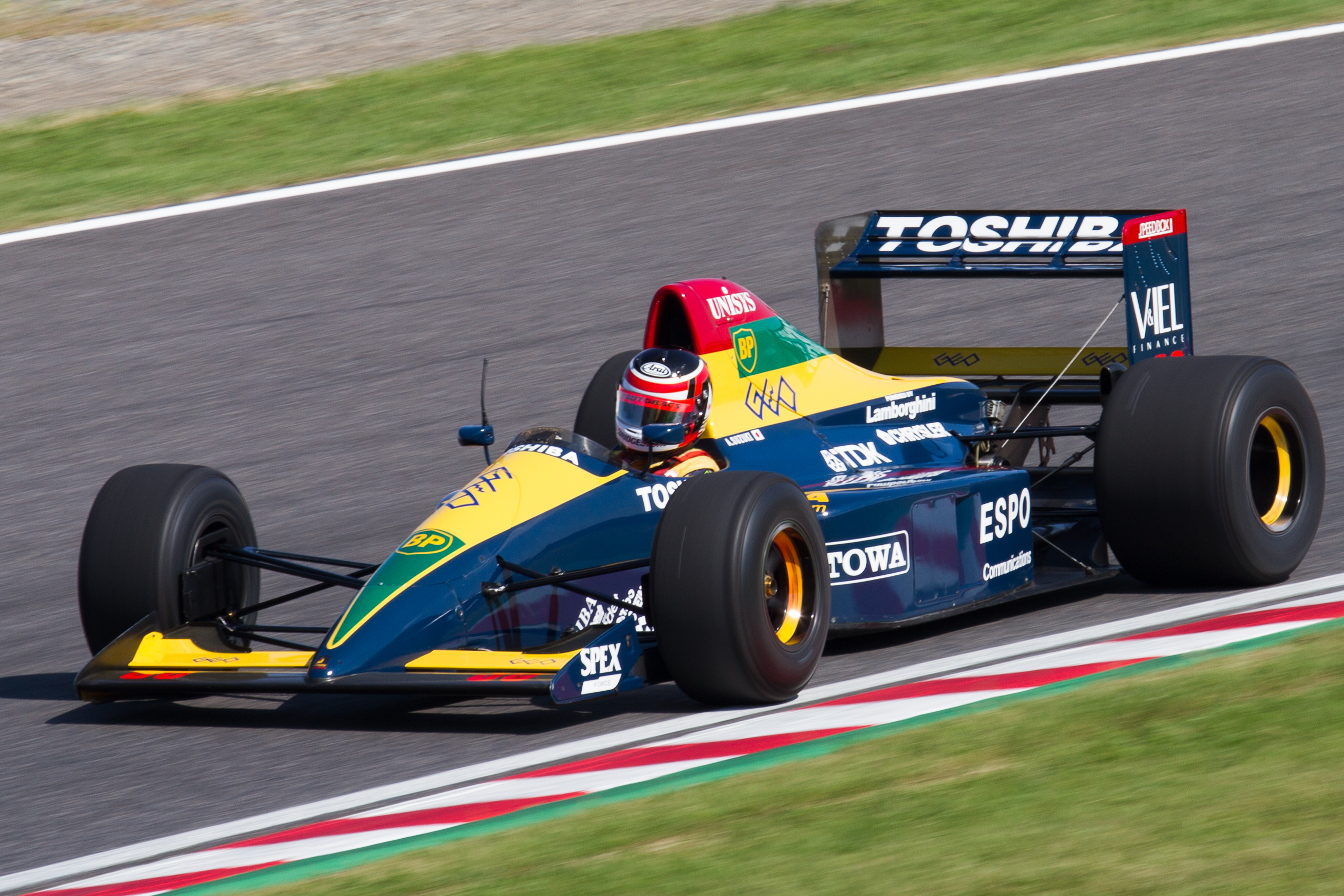
Судзукі за кермом Larrousse-Lola LC90 на трасі Судзука в 2012 році.

У 1988 році Судзукі брав участь у європейській Формулі-3000 з Footwork, перш ніж він дебютував у Формулі-1 30 жовтня на своїй домашній гонці, замінивши хворого Янніка Далмаса в Larrousse-Lola. Команда Zakspeed, яка використовувала двигуни Yamaha, найняла Судзукі на 1989 рік, але він не зміг пройти попередню кваліфікацію в усіх 16 гонках.
У 1990 і 1991 роках він знову їздив за Larrousse. Він тричі фінішував шостим, перш ніж дістатись третього місця на Судзуці – першому в історії подіумі для азійського гонщика у Формулі-1. Він також встановив друге найшвидше коло в цій гонці.
У 1992 і 1993 роках він провів з командою Footwork разом з Мікеле Альборето, а потім Дереком Ворвіком, але обидва напарники зазвичай перевершували його в гонках. У 1995 році він ділив місце в Ligier разом з Мартіном Брандлом, але зміг набрати лише одне очко. Його гострой критикував Міка Сало після того, як вони зіткнулися в Буенос-Айресі. Масштабна аварія під час практики на Гран-прі Японії 1995 року призвела до травми шиї Судзукі, через що він був змушений пропустити гонку. Одразу після цього він оголосив про завершення кар'єри в Формулі-1.
Судзукі набрав вісім очко за свою кар'єру в Формулі-1. На момент завершення кар'єри він був другим за успіхом японським пілотом Формули-1 після Сатору Накаджіми, але Такума Сато та Камуї Кобаяші згодом обійшли їх обох.

### Після Формули-1
Судзукі пізніше взяв участь в All Japan Grand Touring Car Championship і продовжував займатись підтримкою японських гонщиків. У 2000 році разом із довгостроковим спонсором Autobacs він керував командою Autobacs Racing Team Aguri, яка виграла титул GT300 у 2002 році, а в наступному сезоні приєдналась до Deutsche Tourenwagen Masters. Він також створив команду Super Aguri Fernandez Racing разом з Адріаном Фернандесом для виступів  в Indy Racing League.

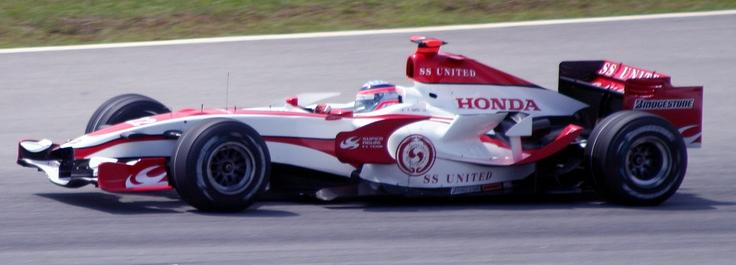
Такума Сато за кермом Super Aguri F1 на Гран-прі Малайзії 2007 року.

З 2006 року Судзукі керував командою Формули-1 Super Aguri F1 за підтримки Honda. Він зібрав свою нову команду за чотири з половиною місяці після першого оголошення 1 листопада 2005 року. Початкова заявка команди була відхилена FIA через те, що вони не змогли забезпечити фінансові гарантії до крайнього терміну заявки, і їх прийняття було офіційно підтверджено лише 26 Січень 2006. Команда дебютувала на Гран-прі Бахрейну 12 березня 2006. 6 травня 2008 року, після участі в перших чотирьох гонках сезону, команда покинула Формулу-1 через фінансові проблеми.
В 2013  році Аґурі Судзукі в партнерстві з Марком Престоном заснували команду Team Aguri для змагань у чемпіонат Формула E для електрокарів. Команда базувалася в Токіо, Японія та була технічним партнером McLaren. В дебютному сезоні чемпіонату пілот команди Антоніо Фелікс да Кошта приніс команді першу та єдину перемогу на е-Прі Буенос-Айреса 2015 року. Team Aguri завершила свій перший сезон на 7-му місці в чемпіонаті серед команд. На наступний сезон команда вирішила залишитись з минулорічними силовими агрегатами McLaren. У зв'язку з цим, команді було важко конкурувати з суперниками, які використовували нові силові агрегати. Вони не здобули жодного подіуму та опустились до восьмого місця в чемпіонаті. Наприкінці сезону команда була продана China Media Capital та була перейменована в Techeetah. Декілька ключових керівників залишилися, але Аґурі Судзукі покинув команду.

## Результати виступів

### Гоночна кар'єра
| Сезон | Серія                                    | Команда                     | Гонки      | Перемоги   | Поули      | Н/к        | Подіуми    | Очки       | Місце      |
| ----- | ---------------------------------------- | --------------------------- | ---------- | ---------- | ---------- | ---------- | ---------- | ---------- | ---------- |
| 1979  | Японська Формула-3                       | Team Italya With Tetsu      | 2          | 0          | 0          | 0          | 0          | 2          | 14         |
| 1980  | Японська Формула-3                       | Team Italya With Tetsu      | 4          | 0          | 0          | 0          | 0          | 14         | 13         |
| 1981  | Японська Формула-3                       | Н/Д                         | 7          | 0          | 0          | ?          | 1          | 30         | 7          |
| 1982  | Японська Формула-3                       | Hayashi Racing              | 9          | 0          | 0          | ?          | 5          | 74         | 4          |
| 1982  | World Sportscar Championship             | Kaoru Hoshino               | 1          | 0          | 0          | 0          | 0          | 8          | 55         |
| 1983  | Японська Формула-3                       | Hayashi Cars                | 7          | 2          | 3          | 1          | 5          | 62         | 2          |
| 1983  | World Sportscar Championship             | Panasport Japan             | 1          | 0          | 0          | 0          | 0          | 0          | НК         |
| 1984  | Японська Формула-3                       | Н/Д                         | 3          | 1          | 0          | ?          | 1          | 28         | 7          |
| 1984  | All-Japan Sports Prototype Championship  | Autobacs Racing             | 1          | 0          | 0          | 0          | 0          | 0          | НК         |
| 1985  | Японська Формула-3                       | Н/Д                         | ?          | ?          | ?          | ?          | ?          | 77         | 2          |
| 1985  | All-Japan Sports Prototype Championship  | Central 20 Racing Team      | 4          | 0          | 0          | 0          | 0          | 11         | 29         |
| 1985  | Японська Формула-2                       | NC Speed                    | 2          | 0          | 0          | 0          | 0          | 4          | 16         |
| 1985  | World Sportscar Championship             | Central 20 Racing Team      | 2          | 0          | 0          | 0          | 0          | 1.5        | 92         |
| 1985  | Гран-прі Макао                           | Nissan Motorsport           | 1          | 0          | 0          | 0          | 0          | Н/Д        | Схід       |
| 1986  | Japanese Touring Car Championship        | NISMO                       | 6          | 2          | 1          | ?          | 4          | 92         | 1          |
| 1986  | All-Japan Endurance Championship         | Person's Racing             | 4          | 0          | 0          | 0          | 0          | 11         | 29         |
| 1986  | World Sportscar Championship             | Nissan Motorsports          | 2          | 0          | 0          | 0          | 0          | 0          | НК         |
| 1986  | Японська Формула-2                       | Yura Takuya Racing Team     | 1          | 0          | 0          | 0          | 0          | 6          | 13         |
| 1987  | Японська Формула-3000                    | Footwork Sports Racing Team | 9          | 2          | 1          | ?          | 6          | 107        | 2          |
| 1987  | All-Japan Sports Prototype Championship  | Footwork Sports Racing Team | 5          | 0          | 1          | 0          | 0          | 6          | 41         |
| 1987  | World Sportscar Championship             | Nissan Motorsports          | 1          | 0          | 0          | 0          | 0          | 0          | НК         |
| 1988  | Японська Формула-3000                    | Footwork Sports Racing Team | 8          | 3          | 3          | 3          | 6          | 45         | 1          |
| 1988  | All-Japan Sports Prototype Championship  | Nissan Motorsports          | 5          | 0          | 1          | 0          | 2          | 30         | 11         |
| 1988  | World Sportscar Championship             | Nissan Motorsports          | 2          | 0          | 0          | 0          | 0          | 0          | НК         |
| 1988  | Міжнародна Формула-3000                  | Footwork                    | 2          | 0          | 0          | 0          | 0          | 0          | НК         |
| 1988  | Asia-Pacific Touring Car Championship    | Nissan Motorsports          | 1          | 0          | 0          | 0          | 0          | 0          | НК         |
| 1988  | Формула-1                                | Larrousse Calmels           | 1          | 0          | 0          | 0          | 0          | 0          | НК         |
| 1989  | Формула-1                                | West Zakspeed Racing        | 0          | 0          | 0          | 0          | 0          | 0          | НК         |
| 1990  | Формула-1                                | Espo Larrousse F1           | 16         | 0          | 0          | 0          | 1          | 6          | 12         |
| 1990  | 24 години Ле-Мана                        | Toyota Team Tom's           | 1          | 0          | 0          | 0          | 0          | Н/Д        | Схід       |
| 1991  | Формула-1                                | Larrousse F1                | 12         | 0          | 0          | 0          | 0          | 1          | 22         |
| 1992  | Формула-1                                | Footwork Mugen Honda        | 14         | 0          | 0          | 0          | 0          | 0          | НК         |
| 1993  | Формула-1                                | Footwork Mugen Honda        | 16         | 0          | 0          | 0          | 0          | 0          | НК         |
| 1994  | Japanese Touring Car Championship        | Toyota Team Tom's           | 15         | 0          | 1          | 1          | 7          | 102        | 5          |
| 1994  | Формула-1                                | Sasol Jordan                | 1          | 0          | 0          | 0          | 0          | 0          | НК         |
| 1995  | Формула-1                                | Ligier Gitanes Blondes      | 5          | 0          | 0          | 0          | 0          | 1          | 17         |
| 1996  | All Japan Grand Touring Car Championship | Nismo Team Zexel            | 6          | 0          | 0          | 0          | 2          | 46         | 6          |
| 1996  | 24 години Ле-Мана                        | Nismo                       | 1          | 0          | 0          | 0          | 0          | Н/Д        | Схід       |
| 1996  | International Touring Car Championship   | UPS Mercedes-AMG            | 1          | 0          | 0          | 0          | 0          | 0          | 27         |
| 1997  | All Japan Grand Touring Car Championship | Nismo                       | 6          | 1          | 0          | 1          | 3          | 60         | 4          |
| 1997  | 24 години Ле-Мана                        | Nissan Motorsports          | 1          | 0          | 0          | 0          | 0          | Н/Д        | Схід       |
| 1997  | FIA GT Championship                      | AMG-Mercedes                | 1          | 0          | 0          | 0          | 0          | 0          | НК         |
| 1998  | All Japan Grand Touring Car Championship | Nismo                       | 6          | 0          | 0          | 0          | 1          | 29         | 8          |
| 1998  | 24 години Ле-Мана                        | Nissan Motorsports          | 1          | 0          | 0          | 0          | 1          | Н/Д        | 3          |
| 1999  | All Japan Grand Touring Car Championship | Nismo                       | 7          | 0          | 0          | 0          | 2          | 40         | 6          |
| 1999  | 24 години Ле-Мана                        | Nissan Motorsports          | 1          | 0          | 0          | 0          | 0          | Н/Д        | НС         |
| 2000  | All Japan Grand Touring Car Championship | Autobacs Racing Team Aguri  | 7          | 1          | 0          | 0          | 1          | 24         | 13         |
| 2007  | Формула-1                                | Super Aguri F1              | Тест-пілот | Тест-пілот | Тест-пілот | Тест-пілот | Тест-пілот | Тест-пілот | Тест-пілот |

### Формула-1
| Рік  | Команда                | Шасі                | Двигун          | 1        | 2        | 3        | 4        | 5        | 6        | 7        | 8        | 9        | 10       | 11       | 12       | 13       | 14       | 15       | 16       | 17  | Місце | Очки |
| ---- | ---------------------- | ------------------- | --------------- | -------- | -------- | -------- | -------- | -------- | -------- | -------- | -------- | -------- | -------- | -------- | -------- | -------- | -------- | -------- | -------- | --- | ----- | ---- |
| 1988 | Larrousse Calmels      | Lola LC88           | Cosworth V8     | БРА      | СМР      | МОН      | МЕК      | КАН      | ДЕТ      | ФРА      | ВЕЛ      | НІМ      | УГО      | БЕЛ      | ІТА      | ПОР      | ІСП      | ЯПО 16   | АВС      |     | —     | 0    |
| 1989 | West Zakspeed Racing   | Zakspeed 891        | Yamaha V8       | БРА НПКВ | СМР НПКВ | МОН НПКВ | МЕК НПКВ | США НПКВ | КАН НПКВ | ФРА НПКВ | ВЕЛ НПКВ | НІМ НПКВ | УГО НПКВ | БЕЛ НПКВ | ІТА НПКВ | ПОР НПКВ | ІСП НПКВ | ЯПО НПКВ | АВС НПКВ |     | —     | 0    |
| 1990 | Espo Larrousse F1      | Lola LC89           | Lamborghini V12 | США Схід | БРА Схід |          |          |          |          |          |          |          |          |          |          |          |          |          |          |     | 12    | 6    |
| 1990 | Espo Larrousse F1      | Lola LC90           | Lamborghini V12 |          |          | СМР Схід | МОН Схід | КАН 12   | МЕК Схід | ФРА 7    | ВЕЛ 6    | НІМ Схід | УГО Схід | БЕЛ Схід | ІТА Схід | ПОР 14   | ІСП 6    | ЯПО 3    | АВС Схід |     | 12    | 6    |
| 1991 | Larrousse F1           | Larrousse Lola LC91 | Cosworth V8     | США 6    | БРА Схід | СМР Схід | МОН Схід | КАН Схід | МЕК Схід | ФРА Схід | ВЕЛ Схід | НІМ Схід | УГО Схід | БЕЛ НКВ  | ІТА НКВ  | ПОР Схід | ІСП НКВ  | ЯПО Схід | АВС НКВ  |     | 22    | 1    |
| 1992 | Footwork Mugen Honda   | Footwork FA13       | Mugen Honda V10 | ПАР 8    | МЕК НКВ  | БРА Схід | ІСП 7    | СМР 10   | МОН 11   | КАН НКВ  | ФРА Схід | ВЕЛ 12   | НІМ Схід | УГО Схід | БЕЛ 9    | ІТА Схід | ПОР 10   | ЯПО 8    | АВС 8    |     | —     | 0    |
| 1993 | Footwork Mugen Honda   | Footwork FA13B      | Mugen Honda V10 | ПАР Схід | БРА Схід |          |          |          |          |          |          |          |          |          |          |          |          |          |          |     | —     | 0    |
| 1993 | Footwork Mugen Honda   | Footwork FA14       | Mugen Honda V10 |          |          | ЄВР Схід | СМР 9    | ІСП 10   | МОН Схід | КАН 13   | ФРА 12   | ВЕЛ Схід | НІМ Схід | УГО Схід | БЕЛ Схід | ІТА Схід | ПОР Схід | ЯПО Схід | АВС 7    |     | —     | 0    |
| 1994 | Sasol Jordan           | Jordan 194          | Hart V10        | БРА      | ТИХ Схід | СМР      | МОН      | ІСП      | КАН      | ФРА      | ВЕЛ      | НІМ      | УГО      | БЕЛ      | ІТА      | ПОР      | ЄВР      | ЯПО      | АВС      |     | —     | 0    |
| 1995 | Ligier Gitanes Blondes | Ligier JS41         | Mugen Honda V10 | БРА 8    | АРГ Схід | СМР 11   | ІСП      | МОН      | КАН      | ФРА      | ВЕЛ      | НІМ 6    | УГО      | БЕЛ      | ІТА      | ПОР      | ЄВР      | ТИХ Схід | ЯПО НС   | АВС | 17    | 1    |

### 24 години Ле-Мана
| Рік  | Команда                | Напарники                         | Автомобіль             | Клас | Кола | Поз. | Клас поз. |
| ---- | ---------------------- | --------------------------------- | ---------------------- | ---- | ---- | ---- | --------- |
| 1986 | Nissan Motorsports     | Казуйоші Хошіно Кейджі Мацумото   | Nissan R86V            | C1   | 64   | Схід | Схід      |
| 1987 | Nissan Motorsports     | Масахіро Хасемі Такао Вада        | Nissan 87E             | C1   | 117  | Схід | Схід      |
| 1988 | Nissan Motorsports     | Казуйоші Хошіно Такао Вада        | Nissan (March) R88C    | C1   | 286  | Схід | Схід      |
| 1990 | Toyota Team TOM'S      | Джонні Дамфріс Роберто Равалья    | Toyota 90C-V           | C1   | 64   | Схід | Схід      |
| 1996 | NISMO                  | Масахіко Кагеяма Масахіко Кондо   | Nissan Skyline GT-R LM | GT1  | 209  | Схід | Схід      |
| 1997 | Nissan Motorsports TWR | Ріккардо Патрезе Ерік ван де Пуле | Nissan R390 GT1        | GT1  | 121  | Схід | Схід      |
| 1998 | Nissan Motorsports TWR | Казуйоші Хошіно Масахіко Кагеяма  | Nissan R390 GT1        | GT1  | 347  | 3    | 3         |
| 1999 | Nissan Motorsports     | Масамі Кагеяма Ерік ван де Пуле   | Nissan R391            | LMP  | 0    | НС   | НС        |